# Сазерак
«Сазерак» (англ. Sazerac) — классический алкогольный коктейль на основе коньяка или виски, который смешивается методом билд (англ. build), то есть ингредиенты перемешиваются непосредственно в бокале без применения шейкера. Коктейль Сазерак родом из Нового Орлеана (Луизиана, США) и назван в честь ныне исчезнувшего бренда коньяка Сазерак де Форж э Фис (Sazerac de Forge et Fils), который являлся основным исходным ингредиентом. Классифицируется как десертный (дижестив). Входит в число официальных коктейлей Международной ассоциации барменов (IBA), категория «Незабываемые» (англ. Unforgettables). Рецепт «Сазерака» известен каждому бармену, а сам напиток является эталоном барменской культуры и его подают в заведениях, уважающих барную культуру. Однако из-за анисового привкуса, напоминающего лекарство, нравится он не всем. Этот коктейль традиционно смешивают из коньяка, абсента, биттера Peychaud’s и сахара, однако иногда коньяк заменяют виски (бурбон или ржаной виски). По некоторым данным, это самый старый из известных американских алкогольных коктейлей.

## История
История возникновения коктейля «Сазерак» обязана аптекарю французского происхождения Антуану Амедею Пэшо. Обосновавшись с 1793 года в Новом Орлеане (штат Луизиана, США) он в 1838 году выпустил в продажу биттер Пэшодс (англ. Peychaud’s). Вскоре у местных жителей стало традицией добавлять несколько капель биттера Пэшодс в коньяк. В 1859 году луизианские импортёры ныне исчезнувшей марки коньяка Сазерак де Форж э Фис (Sazerac de Forge et Fils) открыли в Новом Орлеане кафе «Дом Сазерак» (англ. The Sazerac Coffee House), где среди прочего подавали коктейль на основе коньяка и небольшого количества биттера Пэшодс. Заведение неоднократно переходило из рук в руки, пока в 1870 году его владельцем не стал Томас Хэнди. К этому времени первоначальный рецепт коктейля претерпел изменения: в состав был добавлен абсент, а французский коньяк исчез в связи с гибелью виноградников от филлоксеры в Европе, опустошившей виноградники Франции и был заменён на местный продукт — ржаной виски. Незадолго до своей смерти (в 1889 году), Хэнди записал рецепт коктейля, который впервые был опубликован в книге William T. «Cocktail Bill» (1908) — В мире напитков и способов их смешивания (англ. Boothby's The World's Drinks and How to Mix Them). Примечательно, что опубликованный рецепт Хэнди рекомендует в качестве биттера не Peychaud’s, а Selner Bitters. После того, как в 1912 году в США был официально введен запрет на употребление абсента, его стали заменять различными ликёрами со вкусом аниса, в том числе и местного производства Herbsaint, который впервые появился в 1934 году.

## Рецепт и ингредиенты

### Состав
- 50 мл коньяка
- 10 мл абсента
- 2 капли биттера Пишо (англ. Peychaud’s)
- 1 кусок сахара
- пищевой лёд

Данный алкогольный коктейль относят к категории десертных, смешивают методом стир & стрейн, подают в бокале олд фешен, а в качестве гарнира выступает цедра лимона.
Стакан ополаскивают абсентом и добавляют лёд фраппе. В смесительном стакане тщательно перемешивают оставшиеся охлаждённые компоненты. Затем из олд фешена сливают оставшийся абсент и воду, после чего в него отфильтровывают охлаждённый коктейль и украшают цедрой лимона.
Примечание: оригинальный рецепт изменился после гражданской войны в Америке. В связи с потерей большого количества урожая винограда, раздобыть коньяк стало проблематично, поэтому его заменили ржаным виски.